# لیگ برتر فوتبال کره شمالی
لیگ برتر فوتبال کره شمالی (انگلیسی: DPR Korea Premier Football League) بالاترین سطح مسابقات فوتبال در کشور کره شمالی است.
تیم فوتبال ۲۵ آوریل با ۲۱ قهرمانی پرافتخارترین تیم این رقابت ها نام دارد.